# Karl Ludwig Pörschke
Karl Ludwig Pörschke (* 10. Januar 1752 in Molsehnen bei Königsberg; † 24. September 1812 in Königsberg (Preußen)) war ein deutscher Philologe und Philosoph.

## Leben
Pörschke hatte die erste wissenschaftliche Bildung am Collegium Fridericianum erhalten und sich am 24. September 1768 an der Universität Königsberg immatrikuliert. Hier besuchte er die Logikvorlesungen Immanuel Kants und beschäftigte sich mit Philologie und den Naturwissenschaften. Weitere Studien führten ihn an die Universität Halle und an die Universität Göttingen. Nachdem er den Magistergrad der Philosophie erworben hatte, habilitierte er sich 1787 in Königsberg. Er wurde am 25. November 1794 außerordentlicher Professor der Philosophie und am 27. Mai 1803 zum ordentlichen Professor der Poesie berufen. 1806 erhielt er die ordentliche Professur für Pädagogik und Geschichte, war im Sommersemester 1808 Prorektor der Alma Mater und wurde 1809 Professor der praktischen Philosophie.
Pörschke verfügte über einen breiten Wissensschatz, den er in seine Vorlesungen zur Logik, zur Metaphysik und Ästhetik einfließen ließ. Hinzu kamen Themen zur Ethik, dem Naturrecht, der Geschichte der Philosophie, der Pädagogik und zur deutschen Literatur. Als erster in Königsberg ließ er in seine Hochschulvorträge Kants Kritik der reinen Vernunft einfließen. Bevor Studenten Kants Vorlesungen besuchten, hatten diese sich bei Pörschke vorinformiert. Als enger Freund Kants, der ihn als zuverlässigen und aufrichtigen Mann achtete, gehörte er zu dessen regelmäßigen Tischgästen. Auch mit Johann Gottlieb Fichte pflegte er einen intensiven Umgang, dessen philosophischen Geist er achtete. Als eklektischer Kantianer verband er in seinen Schriften einen feinsinnigen Geschmack mit Begeisterung für die Freiheit und sittliche Würde des Menschen.
Pörschke starb am 24. September 1812 an den Folgen eines Schlaganfalls.

## Werke
- Diss. de protyporum in artibus utilitate. Königsberg 1787
- Gedanken über einige Gegenstaände der Philosophie des Schönen. 1. Sammlung. Liebau 1794, 2. Sammlung Libau 1796
- Vorbereitungen zu einem populären Naturrecht. Königsberg 1794 (Online)
- Einleitung in die Moral. Liebau 1797
- Briefe über die Metaphysik der Natur. Königsberg 1800
- Ueber Shakespeare’s Macbeth. Königsberg 1801 (Online)
- Anthropologische Abhandlungen. Königsberg 1801 (Online)
- De Platonis sententia, poetas e republica bene constituta esse expellendos. Königsberg 1803
- Der Gedächtnissfeyer Immanuel Kant’s geweiht, im Nahmen der Königlichen Landes-Universität. Königsberg 1804
- Rede am allerhöchsten Geburtstage Ihrer Majestät Louise Auguste Wilhelmine Amalie, Königin von Preussen; am 10ten May 1808. Königsberg 1808